# Neufmanil
Cet article possède un paronyme, voir Neufmesnil.
Neufmanil est une commune française, située dans le département des Ardennes en région Grand Est.

## Géographie

### Localisation
Neufmanil est une commune du département des Ardennes située au nord-est de Charleville-Mézières et à sept kilomètres de la frontière belge. Elle est entourée de forêts et de petites prairies dans une vallée encaissée où sinue la Goutelle. Elle est desservie par les routes départementales 22 (la reliant à Nouzonville et à Gespunsart), 57 (conduisant à La Grandville) et 58 (partant vers Aiglemont); elle est également desservie par la ligne 6 du réseau TAC (Transport de l'agglomération de Charleville-Mézières).

### Communes limitrophes
Les communes limitrophes sont  Aiglemont, Bogny-sur-Meuse, Gespunsart, La Grandville, Nouzonville et Thilay.
| Joigny-sur-Meuse | Thilay        | Les Hautes-Rivières |
| Nouzonville      | Neufmanil     | Gespunsart          |
| Aiglemont        | La Grandville | Gespunsart          |

### Hydrographie
La commune est dans le bassin versant de la Meuse au sein du bassin Rhin-Meuse. Elle est drainée par le ruisseau la Goutelle, le ruisseau des Trois Fontaines et le ruisseau de Nedimont,.
La Goutelle, d'une longueur de 12 km, prend sa source dans la commune de Gespunsart et se jette  dans la Meuse à Nouzonville, après avoir traversé trois communes.

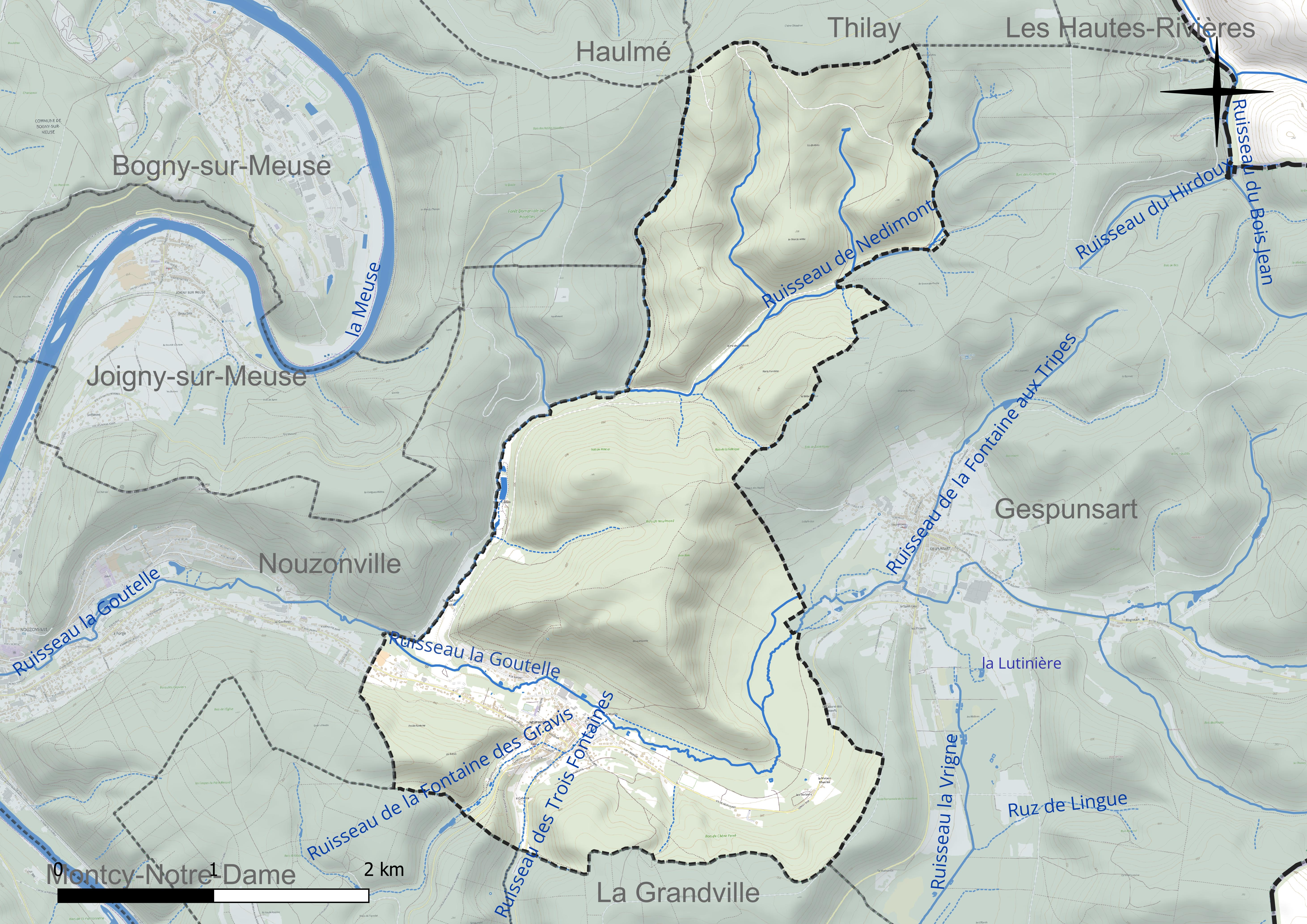
Réseau hydrographique de Neufmanil.

### Climat
Pour des articles plus généraux, voir Climat du Grand Est et Climat des Ardennes.
En 2010, le climat de la commune est de type climat de montagne, selon une étude du Centre national de la recherche scientifique s'appuyant sur une série de données couvrant la période 1971-2000. En 2020, Météo-France publie une typologie des climats de la France métropolitaine dans laquelle la commune est exposée à un climat océanique altéré et est dans la région climatique Lorraine, plateau de Langres, Morvan, caractérisée par un hiver rude (1,5 °C), des vents modérés et des brouillards fréquents en automne et hiver.
Pour la période 1971-2000, la température annuelle moyenne est de 9,6 °C, avec une amplitude thermique annuelle de 15,4 °C. Le cumul annuel moyen de précipitations est de 957 mm, avec 14 jours de précipitations en janvier et 9,7 jours en juillet. Pour la période 1991-2020, la température moyenne annuelle observée sur la station météorologique de Météo-France la plus proche, « Charleville-Méz. », sur la commune de Charleville-Mézières à 7 km à vol d'oiseau, est de 9,9 °C et le cumul annuel moyen de précipitations est de 928,4 mm. 
La température maximale relevée sur cette station est de 39,2 °C, atteinte le 25 juillet 2019 ; la température minimale est de −17,5 °C, atteinte le 1er janvier 1997,,.
Les paramètres climatiques de la commune ont été estimés pour le milieu du siècle (2041-2070) selon différents scénarios d'émission de gaz à effet de serre à partir des nouvelles projections climatiques de référence DRIAS-2020. Ils sont consultables sur un site dédié publié par Météo-France en novembre 2022.

## Urbanisme

### Typologie
Au 1er janvier 2024, Neufmanil est catégorisée petite ville, selon la nouvelle grille communale de densité à 7 niveaux définie par l'Insee en 2022.
Elle appartient à l'unité urbaine de Nouzonville, une agglomération intra-départementale dont elle est une commune de la banlieue,. Par ailleurs la commune fait partie de l'aire d'attraction de Charleville-Mézières, dont elle est une commune de la couronne,. Cette aire, qui regroupe 132 communes, est catégorisée dans les aires de 50 000 à moins de 200 000 habitants,.

### Occupation des sols
L'occupation des sols de la commune, telle qu'elle ressort de la base de données européenne d’occupation biophysique des sols Corine Land Cover (CLC), est marquée par l'importance des forêts et milieux semi-naturels (84,7 % en 2018), une proportion sensiblement équivalente à celle de 1990 (84,6 %). La répartition détaillée en 2018 est la suivante : 
forêts (84,7 %), zones agricoles hétérogènes (10,3 %), zones urbanisées (4,9 %). L'évolution de l’occupation des sols de la commune et de ses infrastructures peut être observée sur les différentes représentations cartographiques du territoire : la carte de Cassini (XVIIIe siècle), la carte d'état-major (1820-1866) et les cartes ou photos aériennes de l'IGN pour la période actuelle (1950 à aujourd'hui).

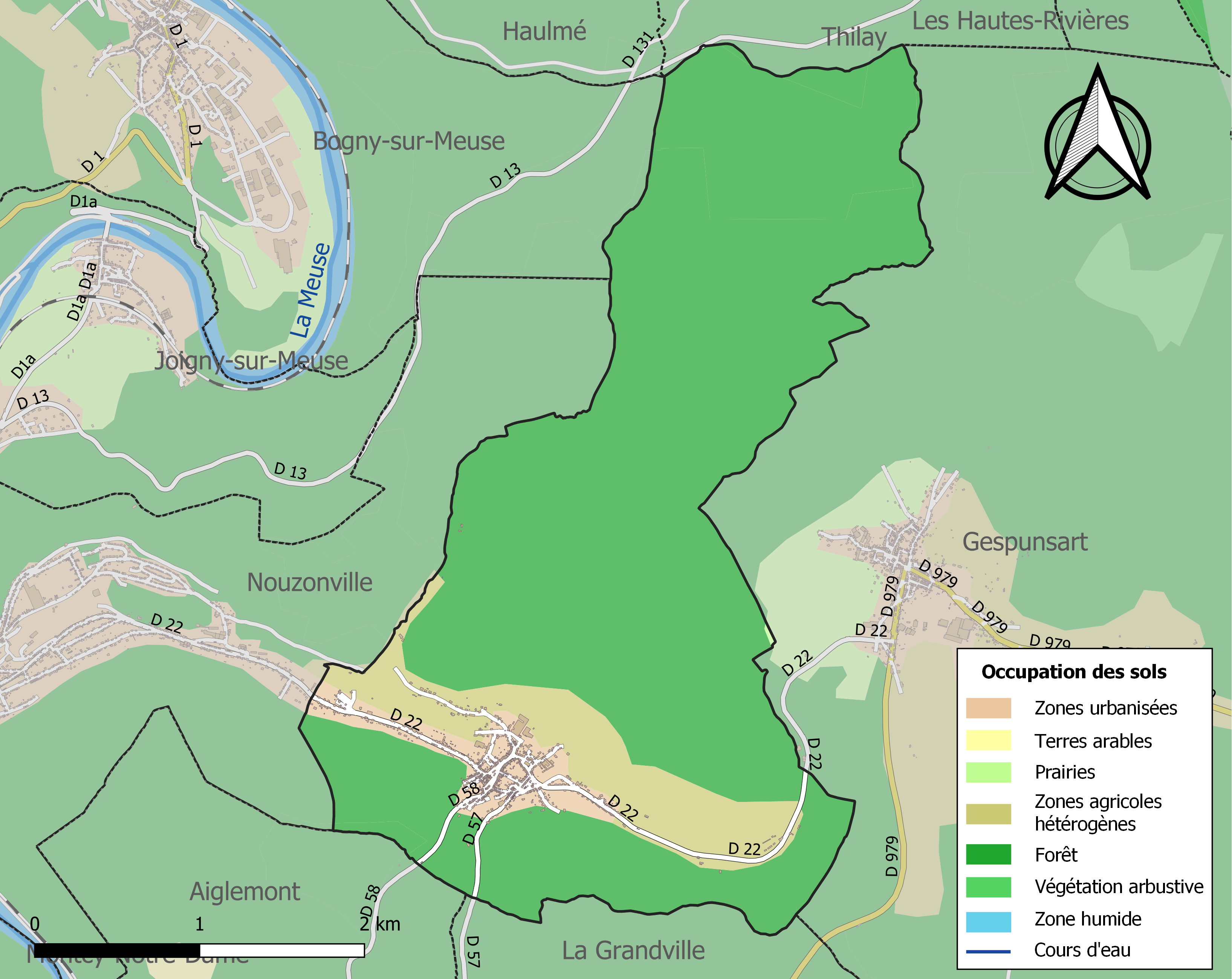
Carte des infrastructures et de l'occupation des sols de la commune en 2018 (CLC).

## Histoire
Les premières références à Neufmanil datent du IXe siècle : on sait que le territoire est sous la juridiction féodale d'Orchimont à cette époque. Il fait partie du pays de Castrice (ville n'existant plus de nos jours et que l'on peut situer sur le Mont-Olympe, à Charleville-Mézières). Lors du traité de Verdun, en 843, le grand empire que Charlemagne a bâti fut partagé entre ses trois petits-fils lors de la mort de Louis le Pieux. Neufmanil faisant partie du pays de Castrice, fut rattaché à la Lotharingie, partie réservé à Lothaire Ier. Cependant à la mort de Lothaire II, le fils de celui-ci, le pays de Castrice revint dans l'escarcelle de Charles le Chauve lors du traité de Meerssen en 870. S'ensuit une période trouble où la Lotharingie, et Neufmanil avec elle, passa de mains en mains pour finalement échoir définitivement au Saint-Empire romain germanique en 925.
Ce territoire ne reviendra à la France que le 16 mai 1769, à la suite de la réunion de La Grandville, La Cense aux Hayes et de Neufmanil dans le cadre de la Convention des Limites.
Neufmanil fut chef-lieu du canton de 1790 à 1796.
Lors de la Première Guerre mondiale, les Allemands arrivèrent dans la ville le matin du 25 août 1914 puis tentèrent de prendre Nouzonville, sans succès. Lors de leur retour, la ville fut mise à sac. Lors de l'occupation, plusieurs habitants de la ville furent réquisitionnés sur le Front de Champagne derrière les lignes allemandes pour réparer les routes détruites par les obus français.
Lors de la Seconde Guerre mondiale, le village fut évacué le 12 mai 1940. L'exode avait été organisé de telle façon à ce que les Crayats, pendant un éventuel conflit, rejoignent la ville de Saint-Varent et ses environs, dans le département des Deux-Sèvres. Neufmanil voit partir l'armée allemande le 6 septembre 1944.

## Politique et administration

### Rattachements administratifs et électoraux
La commune se trouve  dans l'arrondissement de Charleville-Mézières du département des Ardennes. Pour l'élection des députés, elle fait partie depuis 1958 de la deuxième circonscription des Ardennes.
La commune a été chef-lieu d'un éphémère canton de Neufmanil de 1793 à 1801, année où elle rejoint le canton de Charleville. Celui-ci est scindé en 1973 et la commune intègre alors le canton de Nouzonville. Dans le cadre du redécoupage cantonal de 2014 en France, la commune est désormais rattachée au canton de Villers-Semeuse.

### Intercommunalité
La commune était membre de la communauté d'agglomération Cœur d'Ardenne, créée fin 2004.
Celle-ci a fusionné avec d'autres structures intercommunales des Ardennes pour former, le 1er janvier 2014, la communauté d'agglomération  Ardenne Métropole,,.

### Tendances politiques et résultats
Neufmanil est une ville qui vote traditionnellement à gauche lors des élections nationales[réf. nécessaire].
Lors des élections municipales françaises de 2014, la liste dirigée par Pierre Cordier étant seule en lice a obtenu la totalité des suffrages exprimés. Il y eut cependant 25,48 % d'abstention et 23,7 % de blancs et nuls.
Au premier tour des élections municipales françaises de 2020, la liste menée par le maire sortant Dominique Wafflard — qui avait succédé en 2017 à Pierre Cordier, démissionnaire après son élection comme député — remporte la majorité absolue des suffrages exprimés, avec 315 voix (61,17 %), devançant largement la liste menée par Olivier Fostier (200 voix, 38,83 %), lors d'un scrutin marqué par la pandémie de Covid-19 en France où 39,02 % des électeurs se sont abstenus.

### Politique de développement durable
Neufmanil  a adhéré à la charte du parc naturel régional des Ardennes, à sa création en décembre 2011.

### Jumelages
Depuis mars 2005, la commune de Neufmanil est jumelée avec le village de Dieterskirchen (Bavière).
Les personnalités des deux communes se rencontrent en moyenne trois ou quatre fois par an, dans le cadre de manifestations telles que la Sainte-Barbe des pompiers.

## Population et société

### Démographie
L'évolution du nombre d'habitants est connue à travers les recensements de la population effectués dans la commune depuis 1793. Pour les communes de moins de 10 000 habitants, une enquête de recensement portant sur toute la population est réalisée tous les cinq ans, les populations de référence des années intermédiaires étant quant à elles estimées par interpolation ou extrapolation. Pour la commune, le premier recensement exhaustif entrant dans le cadre du nouveau dispositif a été réalisé en 2007.

En 2022, la commune comptait 988 habitants, en évolution de −5,82 % par rapport à 2016 (Ardennes : −2,97 %, France hors Mayotte : +2,11 %).
| 1793 | 1800 | 1806 | 1821  | 1831  | 1836  | 1841  | 1846  | 1851  |
| ---- | ---- | ---- | ----- | ----- | ----- | ----- | ----- | ----- |
| 576  | 619  | 627  | 1 076 | 1 056 | 1 214 | 1 337 | 1 424 | 1 410 |

| 1866  | 1872  | 1876  | 1881  | 1886  | 1891  | 1896  | 1901  | 1906  |
| ----- | ----- | ----- | ----- | ----- | ----- | ----- | ----- | ----- |
| 1 569 | 1 571 | 1 622 | 1 690 | 1 677 | 1 576 | 1 483 | 1 535 | 1 505 |

| 1911  | 1921  | 1926  | 1931  | 1936  | 1946 | 1954  | 1962  | 1968  |
| ----- | ----- | ----- | ----- | ----- | ---- | ----- | ----- | ----- |
| 1 576 | 1 367 | 1 384 | 1 381 | 1 196 | 942  | 1 045 | 1 071 | 1 202 |

| 1975  | 1982  | 1990  | 1999  | 2006  | 2007  | 2012  | 2017  | 2022 |
| ----- | ----- | ----- | ----- | ----- | ----- | ----- | ----- | ---- |
| 1 127 | 1 211 | 1 204 | 1 203 | 1 200 | 1 200 | 1 129 | 1 020 | 988  |

### Sports
- Salle polyvalente à vocation sportive.

Inaugurée en octobre 2007, la salle polyvalente à vocation sportive se situe derrière l'école.
Elle est conçue pour les rencontres sportives (tennis, basket-ball, handball, volley-ball) mais fait aussi office de salle de congrès (800 personnes).

### Culture
L'ancienne mairie  sert désormais  de bibliothèque au rez-de-chaussée, et de local pour les jeunes du village à l'étage, sous le nom du Dôme.

### Manifestations culturelles et festivités
Le Carnaval à neuneu, dont la trentième édition a eu lieu du 10 au 14 février 2018, regroupant vingt groupes et quatorze chars, soit près de 500 participants.

## Culture locale et patrimoine

### Lieux et monuments
- Église paroissiale Saint-Côme-Saint-Damien, de la fin du XVIIIe siècle[36].
- Le château[37] :

En 1297 la famille de Neufmanil reçoit la haute justice du lieu, des mains de Jacques III d'Orchimont, par une renonciation signée par les deux parties le 25 février de cette année. Cette renonciation vaut autant pour les héritiers de Jacquemin de Neufmanil, devenant de par le fait seigneur de la place, que pour les héritiers et successeurs de Jacques III qui devront par la suite respecter cette clause, ce qui est exceptionnel. Le château fut détruit à plusieurs reprises : en 1587, il fut détruit par les habitants de Gespunsart. Reconstruit l'année suivante, nous savons par un document de 1588 que le château était entouré de fossés remplis d'eau et on devait y accéder par un pont-levis. Il fut de nouveau détruit en 1627. Nicolas Deprez, alors seigneur du lieu fait reconstruire sa demeure, qui est agrandie de deux ailes en 1753.
Après l'incendie d'octobre 1941, on a reconstruit des maisons individuelles sur les vestiges.
- Le Cabrera

Le nom du moulin vient de l’aïeul du dernier propriétaire de la bâtisse : celui-ci étant soldat napoléonien, il fut arrêté par les Anglais, stationnant alors en Espagne, et fut interné sur l'île de Cabrera, aux Baléares.
Le moulin fut acquis par la commune en 1997, qui le rénova et le transforma en gîte.
- Lavoir, du milieu du XIXe siècle[41]
- Maisons, 20 rue d'Aiglemont, construite en 1817[42], 26 rue d'Aiglemont, de la deuxième moitié du XIXe siècle[43], 44-56 de la même rue, du premier quart du XIXe siècle[44].
- L'ancienne mairie, rue Ambroise-Croizat, construite vers 1825[45].
- Ancien moulin sur le ruisseau de Cons la Grandville ou des Trois Fontaines de Cons la Grandville ou des Trois Fontaines, du début du XIXe siècle[46].

## Personnalités liées à la commune
- Marie Catherine Rogissart (1841-1929) : communarde née dans la commune.

### Héraldique
| Armes de Neufmanil | Les armes de Neufmanil se blasonnent ainsi : Losangé d’argent et d’azur. |